# Podoctellus johorensis
Podoctellus johorensis – gatunek kosarza z podrzędu Laniatores i rodziny Podoctidae. Jedyny znany przedstawiciel monotypowego rodzaju Podoctellus.

## Występowanie
Gatunek wykazany z malezyjskiego stanu Johor.